# David Joyce
David Patrick Joyce (Cleveland, 17 marzo 1957) è un politico e avvocato statunitense, membro della Camera dei Rappresentanti per lo stato dell'Ohio.

## Biografia
Nato e cresciuto nell'Ohio, Joyce si laureò in legge ed intraprese la professione di avvocato fino a divenire procuratore della Contea di Geauga nel 1988.
Joyce ricoprì questo incarico per venticinque anni, finché nel 2012 si candidò alla Camera dei Rappresentanti come membro del Partito Repubblicano, per il seggio lasciato dal deputato Steve LaTourette. Joyce si propose agli elettori come candidato più conservatore rispetto al vecchio deputato e riuscì a vincere il seggio.
Sposato con Kelly dal 1990, David Joyce ha tre figli.